# Fierozzo
Fierozzo (Mócheno: Vlarotz; tiếng Đức: Florutz) là một đô thị ở tỉnh Trento ở vùng Trentino-Alto Adige/Südtirol của Ý, tọa lạc cách 15 km về phía đông bắc của Trento. Tại thời điểm ngày 31 tháng 12 năm 2004, đô thị này có dân số 456 người và diện tích là 17,9 km². In the census of 2001, 423 people out of 441 (95.92%) declared themselves speakers of Mòcheno.
Fierozzo giáp các đô thị: Palù del Fersina, Sant'Orsola Terme, Torcegno, Frassilongo và Roncegno.